# Zernyia algiricara
Zernyia algiricara är en fjärilsart som beskrevs av Lucas 1940. Zernyia algiricara ingår i släktet Zernyia och familjen mätare. Inga underarter finns listade i Catalogue of Life.